# Multiaktivitetshuset
Multiaktivitetshuset är en kommunal planerad byggnad i centrum i tätorten Gällivare i Gällivare kommun. Schaktning påbörjades 2020 och byggnaden beräknas bli färdig 2028. Den ska bland annat ersätta Sporthallen i Malmberget, som kommer att rivas som en del av pågående stadsomvandling.
Byggnaden är finansierad av LKAB som en del av stadsomvandlingsprojektet i Gällivare, vilket föranleds av utökad rasrisk i tätorten Malmberget på grund av fortsatt gruvdrift där. I Multiaktivitetshuset ska inrymmas kulturinstitutioner som bibliotek och teater samt utrymmen för sport, såsom en arena, två simbassänger och lokaler för bland annat bowling och brottning.
Multiaktvitetshuset byggs på norra sidan av Vassaratorget och upptar bland annat en stor del av kvarteret Gojan. Byggnaden består av fyra större byggnadskroppar runt ett långsträckt inomhustorg med cafeteria och utställningslokaler. Det har entréer från torget i söder, från nordöst och från norr. Det knyts direkt till ett planerat underjordiskt garage under Vassaratorget.
Huset är ritat av kanadensiska Michael Green Architecture och uppförs till stor del i trä.